# Bröllopsaffären
Bröllopsaffären (originaltitel: The Beggar Bride) är en brittisk miniserie från 1997, som bygger på boken Tiggarbruden (eng: The Beggar Bride) av Gillian White. Serien är producerad av BBC och soundtracket innehöll bland annat låtar av Catatonia och James.
Handlar om den fattiga, unga småbarnsmamman Angela Harper som gifter sig med den stenrike engelske adelsmannen Sir Fabian Ormerod i syfte att sol-och-våra honom så snart hon och hennes (riktige) make Billy får chansen.

## Rollista (i urval)
- Keeley Hawes som Angela Harper
- Jean Anderson som Lady Alice Hurleston
- Maurice Denham som Lord Evelyn Hurleston
- Nicholas Jones som Sir Fabian Ormerod
- Joe Duttine som Billy Harper
- Francesca Folan som Ruth Hubbard
- Kacey Ainsworth som Tina
- Charlotte Williams som Honesty Ormerod
- Diana Kent som Ffiona Ormerod
- Richard Lintern som Callister